# Sutatenza

Localização de Sutatenza no departamento de Boyacá.

Sutatenza é um município no departamento de Boyacá, na Colômbia.